# Fontaine publique d'Orange
La Fontaine publique d'Orange est un monument historique situé dans la ville d'Orange, dans le département français de Vaucluse en région Provence-Alpes-Côte d'Azur.

## Histoire
Le site est classé monument historique par arrêté du 22 juin 1920.